# Straffrättsligt samarbete inom Europeiska unionen
Straffrättsligt samarbete inom Europeiska unionen är ett av Europeiska unionens politikområden och en del av befogenhetsområdet området med frihet, säkerhet och rättvisa. Samarbetet bygger på principen om ömsesidigt erkännande av nationella domar och den europeiska arresteringsordern om överlämnandet av brottsmisstänkta. Samarbetet innefattar också vissa gemensamma minimibestämmelser om straffrättsliga förfaranden och minimiregler om fastställande av brottsrekvisit och påföljder för vissa gränsöverskridande brott, till exempel terrorism, människohandel, olaglig narkotikahandel, olaglig vapenhandel och penningtvätt.
Det gemensamma straffrättsliga samarbetet inrättades ursprungligen genom fördraget om Europeiska unionen den 1 november 1993. Det utgjorde då en del av rättsliga och inrikes frågor, den tredje pelaren inom unionen som präglades av mellanstatlighet. Genom Amsterdamfördraget överfördes delar av den tredje pelaren till den överstatliga första pelaren, Europeiska gemenskaperna. Straffrättsligt samarbete förblev dock tillsammans med polissamarbete inom den mellanstatliga tredje pelaren inom ramen för polissamarbete och straffrättsligt samarbete. Genom Lissabonfördraget, som trädde i kraft den 1 december 2009, integrerades de resterande delarna av den tredje pelaren i den överstatliga strukturen och straffrättsligt samarbete blev ett eget politikområde.
Danmark och Irland står helt eller delvis utanför det straffrättsliga samarbetet på grund av sina särskilda undantagsklausuler på området med frihet, säkerhet och rättvisa. Danmark deltar endast i de delar som rör Schengenregelverket, medan Irland kan välja från fall till fall om landet vill omfattas av rättsakter som rör straffrättsligt samarbete.

## Beståndsdelar
Det straffrättsliga samarbetet innefattar flera olika delar, bland annat ömsesidigt erkännande av domar och rättsliga avgöranden, minimiregler om fastställande av brottsrekvisit och påföljder inom områden med särskilt allvarlig brottslighet med ett gränsöverskridande inslag samt gemensamma bestämmelser om processuella rättigheter i straffrättsliga förfaranden. Unionen får även föreskriva åtgärder för att förebygga brottslighet; sådana åtgärder får dock inte innebära en harmonisering av medlemsstaternas lagstiftningar.

### Gemensamma bestämmelser om processuella rättigheter i straffrättsliga förfaranden
Sex olika direktiv har antagits gällande gemensamma bestämmelser om processuella rättigheter i straffrättsliga förfaranden. Detta innefattar Europaparlamentets och rådets direktiv 2010/64/EU, 2012/13/EU, 2013/48/EU, (EU) 2016/343, (EU) 2016/800 och (EU) 2016/1919. Dessa bestämmelser syftar till att ge misstänkta vissa grundläggande rättigheter vad gäller till exempel information om deras rättigheter samt rätt till tolk och rättslig hjälp vid rättegång.

### Överförande av lagföring av brottmål
Europeiska kommissionen föreslog den 5 april 2023 en förordning om överförande av lagföring av brottmål mellan medlemsstaterna. Förslaget är tänkt att hindra dubbla domstolsförfaranden eller situationer där en brottsling går ostraffad för att ett avslag gjorts i samband med utfärdandet av en europeisk arresteringsorder. Förslaget till förordning träder i kraft först efter att den har antagits av Europaparlamentet och Europeiska unionens råd.

### Förebyggande och bekämpning av viss brottslighet
Det straffrättsliga samarbetet innefattar även förebyggande och bekämpning av viss grov brottslighet. I maj 2024 antogs ett direktiv om bekämpning av våld mot kvinnor och våld i nära relationer. Ett annat direktiv rör förebyggande och bekämpande av människohandel och skydd av dess offer.